# بن رودز
بن رُودْز (انگلیسی: Ben Rhodes؛ زادهٔ ۱۴ نوامبر ۱۹۷۷) از کارکنان سابق کاخ سفید است که به عنوان قائم‌مقام مشاور امنیت ملی برای رئیس‌جمهور ایالات متحده آمریکا باراک اوباما و از مشاوران او برای برنامه جامع اقدام مشترک با ایران بود.